# Led Zeppelin III
Led Zeppelin III — третій студійний альбом британського рок-гурту Led Zeppelin, який було випущено 5 жовтня 1970 року під лейблом Atlantic Records. Записувався протягом січня—серпня 1970 року.

## Запис
Більшість пісень, які ввійшли до альбому, було написано в котеджі 18 сторіччя Bron-Yr-Aur (у перекладі з валлійської означає «Золоті груди»), який знаходиться в графстві Гвінедд, на північному заході Вельсу. Саме тут вокаліст Led Zeppelin Роберт Плант та гітарист Джиммі Пейдж відпочивали після виснажливого туру Північною Америкою, а також грали і писали нову музику. Це віддалене місце не мало а ні проточної води, а ні електричного освітлення, що впливало на повільну зміну напрямку до акустичних аранжувань.
Коли матеріал, який міг з'явитися в альбомі, було підготовано, Плант і Пейдж приєдналися до інших учасників гурту (ударника Джона Бонама та клавішника Джона Пола Джонса) у Гедлі Ґрендж (англ. Headley Grange), занепалому маєтку у Східному Гемпширі, щоб прослухати пісні. Своєю розслаблюючою атмосферою та селянським оточенням, Гедлі Ґрендж схвалено як гідну альтернативу звичайній студії.
Альбом було записано в серії сесій протягом травня—червня 1970 року у Гедлі Ґрендж та на Olympic Studios у Лондоні. Деяку додаткову роботу провели в новій студії Island Records — Basing Street Studios — у Ноттінг-Гіллі, Лондон, у липні 1970. Уже в серпні того ж року альбом було зведено в Ardent Studios, що в Мемфісі, протягом шостого туру Led Zeppelin до Північної Америки. Продюсером альбому виступив Джиммі Пейдж. Інженерами були Енді Джонс і Террі Меннінг.

## Музика
У Led Zeppelin III відбувається зміна музичного напрямку гурту: з гард-року пізніх 60-х до більш фолкових та акустичних мелодій. Деякою мірою ці стилі були представлені у двох перших роботах музикантів, але тут він став головним, і єдиними, який залишався помітним у майбутніх альбомах. така зміна в стилі змусила багатьох фанатів прогресивного року полюбити гурт, які до цього не чули визнаного блюзового та рок-репертуару Led Zeppelin. З Led Zeppelin III також змінилася динаміка написання пісень. Якщо у перших двох альбомах було помітно сильний вплив Джиммі Пейджа, то тепер був демократичніший стиль, де кожний з чотирьох учасників гурту пропонував свої їдеї та мелодії. Такою моделлю роботи гурт користувався у всіх наступних альбомах.
В альбомі були дві пісні, які стали ключовими у всіх подальших виступах гурту на багато років: «Immigrant Song» та «Since I've Been Loving You». Перша, написана Пейджем та Плантом, розповідає про вторгнення вікінгів до Англії. На її написання музикантів підштовнув виступ у Ісландії. «Since I've Been Loving You» — це класичний, оригінальний блюз, виконаний у C-мінорі, виконаний у щирій взаємодії всіх учасників колективу. Вона став головним елементом виступів з 1971 по 1973 роки, замінивши «I Can't Quit You Baby» Віллі Діксона з першого альбому, яка була демонстрацією повільного блюзу музикантів.
Альбом також містить рок-пісні «Celebration Day» та «Out on the Tiles», та акустичні композиції «Bron-Yr-Aur Stomp» та «That's the Way». Остання вважається високим досягненням серед усіх текстів Роберта Планта. Пісня «Gallows Pole» є фактично аранжуванням народної пісні під такою самою назвою. Її також записав Лед Беллі тридцятьма роками раніше.
Завершує альбом «Hats Off To (Roy) Harper», присвячена впливовому сучасникові музикантів Рою Гарперові пісня. Вона також відзначає роботу Гарпера і підтверджує коріння гурту в акустичній музиці.

## Дизайн конверту
Оригінальний вініловий диск Led Zeppelin III був запакований у подвійний білий конверт з новаторським дизайном. Його розробив британський мультимедійний художник Zacron. Джиммі Пейдж зустрів його ще у 1963 році, коли Zacron навчався у Художньому училищі Кінгстона. У 1970 році дизайнер припинив викладати у Міському технікумі Лідса, і Джиммі зв'язався з ним і запропонував стати дизайнером третього альбому Led Zeppelin.
Обкладинка і внутрішня частина конверту розмальовані сюрреалістичними зображеннями, які тематично пов'язані з польотом та авіайією. Під лицьовою стороною обкладинки знаходився ламінований диск, який може обертатися. Цей диск був більше розмальований, включаючи фотографії учасників гурту. Зображення на диску можна було побачити через дірочки різного діаметра на обкладинці. Обертаючи диск можна одразу побачити декілька картинок через дірочки. Такий дизайн не можливо було відтворити на касетах чи компакт-дисках. Проте, у Японії та Британії випустили компакти з особливою упаковкою, яка відтворювала оригінальний конверт. У Франції альбом випустили в іншій обкладинці, яка просто зображувала чотирьох учасників гурту.

Зовнішня сторона оригінального конверту
Внутрішня сторона оригінального конверту
Платівка

Концепт диску, який обертається, був ідеєю Джиммі Пейджа. Результат було отримано легко, оскільки Zacron займався дизайном обертання ще з 1965 року. Дизайнер розумів, що додання тексту на обкладинку буде зайвим.
У статті журналу «Classic Rock», яка вийшла у грудні 2007, Zacron розповідав, що по завершенню роботи над обкладинкою йому зателефонував Джиммі Пейдж, який у той час був у Нью-Йорку і висловив свій захват словами: «я думаю, це фантастично». Проте, у своєму інтерв'ю журналові «Guitar World» Джиммі Пейдж заявив таке:
|  | Я думаю, це виглядало дуже по-дитячому. Але вже підходив час випуску, і не було можливостей зробити якісь докорінні зміни. Там були якість дурні елементи — шматки кукурудзи та інші нісенітниці. |

У грудні 2007 «Живий Журнал» газети «Daily Mail» вийшов з обкладинкою Led Zeppelin III на титульній сторінці, таким чином вітаючи альбом під заголовком: «Найкращий рок-альбом всіх часів. Особливість є заслугою як дизайнера, так і музикантів».
Перші випуски альбому включали фрази «Роби, що ти хочеш» та «І буде так!», які були записані інженером Террі Менінгом на платівках під час завершального процесу запису. Ця фраза з основних принципів філософії Телеми Алістера Кроулі: «Роби, що ти хочеш, і це буде законом. Любов — то закон, любов за бажанням. Немає жодного закону після того, як ти зробиш те, що бажаєш». Джиммі Пейдж був одним з найбільших поціновувачів творчості Кроулі у світі, і має дуже велике зібрання його робіт, манускриптів та іншого.

## Видання та реакція критиків
Led Zeppelin III був одним з довгоочікуваних альбомів 1970 року, і лише у Сполучених Штатах було продано приблизно мільйон копій. Його вихід був прорекламований цілою сторінкою журналу Melody Maker наприкінці вересня. На цій сторінці було всього лише написано «Дякуємо, що допомогли зробити нас гуртом номер один у світі» (англ. «Thank you for making us the world's number one band»).
Хоча більшість критиків вітала музикантів з успішною роботою, деякі особливо розкритикували важкі треки альбому, назвавши їх «безглуздим шумом». Також деякі критикували акустичні треки за імітацію музики Crosby, Stills, Nash & Young (особливо Rolling Stone). Джиммі Пейдж відзначив, що таке порівняння є необґрунтованим, і як він сказав у інтерв'ю Кемерону Кроу:
|  | Коли вийшла третя платівка і почали з'являтися її рецензії, то Crosby, Stills, Nash & Young лише сформувалися. Ця платівка лише вийшла, і оскільки акустичні гітари вийшли на передній план, то всі раптово заявили: LED ZEPPELIN ГРАЮТЬ АКУСТИКУ! Я подумав, Господи, де їхні голови та вуха? У нас було всього три акустичні композиції у першому альбомі і дві у другому. |

Led Zeppelin III став трансатлантичним хітом. У той час, як він вже чотири тижні очолював чарт Billboard, у Британії альбом лише зайняв першу сходинку чарту, і залишився там на три тижні (проте, вже через тиждень , 12 грудня, він знову був на першій позиції).

### Схвалення
| Публікатор             | Країна          | Список                                                     | Рік  | Місце |
| ---------------------- | --------------- | ---------------------------------------------------------- | ---- | ----- |
| The Book of Rock Lists | США             | "40 найкращих альбомів (1970)"                             | 1981 | 39    |
| Mojo                   | Велика Британія | "100 найкращих альбомів"                                   | 1996 | 99    |
| Колін Ларкін           | Велика Британія | 1000 найкращих альбомів усіх часів                         | 1998 | 361   |
| Q                      | Велика Британія | "50 найкращих британських альбомів"                        | 2004 | 9     |
| Роберт Даймері         | США             | 1001 альбом, які вам слід прослухати перед тим, як помрете | 2005 | *     |
| Classic Rock           | Велика Британія | "100 найвеличніших британських рок-альбомів"               | 2006 | 31    |

## Список композицій

### Перша сторона
1. «Immigrant Song» (Джиммі Пейдж, Роберт Плант) — 2:23
(укр. Пісня іммігрантів)
2. «Friends» (Пейдж, Плант) — 3:54
(укр. Друзі)
3. «Celebration Day» (Пейдж, Плант, Джон Пол Джонс) — 3:28
(укр. Святковий день)
4. «Since I’ve Been Loving You» (Пейдж, Плант, Джонс) — 7:24
(укр. З тих пір, як я покохав тебе)
5. «Out On the Tiles» (Пейдж, Плант, Джон Бонам) — 4:05
(укр. На черепиці)

### Друга сторона
1. «Gallows Pole» (народна, в аранжировці Пейджа і Планта) — 4:56
(укр. Шибениця)
2. «Tangerine» (Пейдж) — 2:57
(укр. Танджерін*)
3. «That’s the Way» (Пейдж, Плант) — 5:37
(укр. Саме так)
4. «Bron-Y-Aur Stomp» (Пейдж, Плант, Джонс) — 4:16
(укр. Стомп з Брон-І-Авр**)
5. «Hats Off to (Roy) Harper» (народна) — 3:42
(укр. Знімайте капелюха, коли бачите (Роя) Харпера)

*Ім'я містичної дівчини. У перекладі з англійської означає мандарин
**Стомп — прізвисько собаки Планта, який жив з музикантами у котеджі Брон-І-Авр, де Пейдж і Плант писали пісні.

## Учасники запису

### Led Zeppelin
- Джиммі Пейдж — акустична гітара, електрична гітара, бек-вокал, продюсер
- Роберт Плант — вокал, губна гармоніка
- Джон Пол Джонс — бас-гітара, орган, мандоліна, бек-вокал
- Джон Бонам — ударні, перкусія, бек-вокал
- Пітер Ґрант — продюсер

### Технічний персонал
- Енді Джонс — інженер, зведення
- Тері Менінг — інженер
- Едді Крамер — зведення «Gallows Pole»
- Zacron — візуальний дизайн

## Позиції у чартах

### Альбом
| Рік  | Чарт                                        | Позиція |
| ---- | ------------------------------------------- | ------- |
| 1970 | Billboard Популярні альбоми (Billboard 200) | 1       |
| 1970 | Billboard Black Albums                      | 30      |

### Сингли
| Рік  | Сингл                                    | Чарт                  | Позиція |
| ---- | ---------------------------------------- | --------------------- | ------- |
| 1970 | «Immigrant Song»/«Hey Hey What Can I Do» | Billboard Pop Singles | 16      |

## Продажі
Не зважаючи на тепле сприйняття, якщо не враховувати заплутані та, інколи, несприятливі відгуки критиків, продажі альбому почали значно спадати після початкового піку. Проте, з часом репутація Led Zeppelin III значно змінилася. RIAA [Архівовано 10 лютого 2009 у Wayback Machine.] надала альбомові статус 2х платинового у 1990, і 6х платинового у 1999 році.
| Контролер                                                 | Показник      | Продаж    |
| --------------------------------------------------------- | ------------- | --------- |
| RIAA [Архівовано 10 лютого 2009 у Wayback Machine.] (США) | 6x Платиновий | 6 000 000 |